# Dalibaire-Ouest
Dalibaire-Ouest est un hameau de l'Est du Québec situé sur la péninsule gaspésienne dans la région du Bas-Saint-Laurent faisant partie de la municipalité des Méchins dans la municipalité régionale de comté de Matane.
Dalibaire ou Dalibert fait allusion à l'un des premiers directeurs de la Compagnie des Indes occidentales en 1664, patronyme qui identifiait un bureau de poste entre 1867 et 1938,.